# Palaeosia bicosta
Palaeosia bicosta är en fjärilsart som beskrevs av Walker 1854. Palaeosia bicosta ingår i släktet Palaeosia och familjen björnspinnare. Inga underarter finns listade i Catalogue of Life.

## Bildgalleri

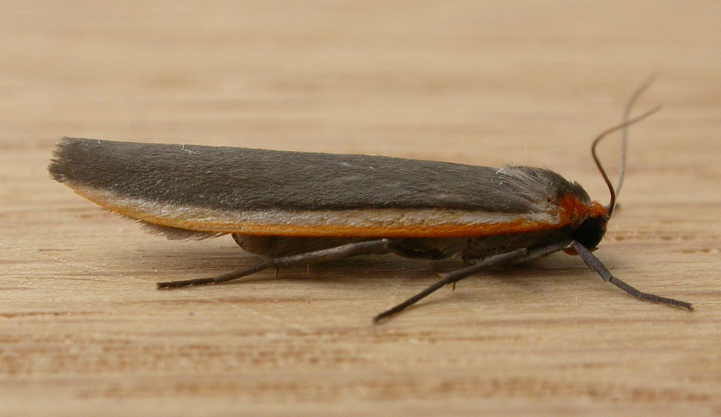